# Campoplex parvus
Campoplex parvus là một loài tò vò trong họ Ichneumonidae.